# Homoranthus melanostictus
Homoranthus melanostictus là một loài thực vật có hoa trong Họ Đào kim nương. Loài này được Craven & S.R.Jones mô tả khoa học đầu tiên năm 1991. Đây là là loài đặc hữu của miền đông nước Úc. Lá có hình trụ đến làm dẹt có chấm dầu đen và lên đến sáu bông hoa màu vàng được sắp xếp trong những chiếc rìu lá ở gần đầu cành nhỏ.

## Mô tả
H. melanostictus có thể cao 0,25 m (0,8 ft)lan theo chiều ngang và trở nên thẳng đứng ở cuối cành.

## Phân loại và đặt tên
Homoranthus melanostictus lần đầu tiên được mô tả chính thức vào năm 1991 bởi Lyndley Craven và S.R Jones và mô tả đã được xuất bản ở Australian Systematic Botany. Tên cụ thể (melanostictus) có nguồn gốc từ các từ Hy Lạp cổ đại melanos có nghĩa là "đen" hoặc "tối" :149 và stiktos có nghĩa là "thủng", "lốm đốm" hoặc "đốm".:743

## Phân bố và môi trường sống
Trải rộng khắp vùng đông nam Queensland từ phía tây bắc Taroom về phía nam Tara. Phát triển trên đất cát trong rừng cây bụi và sức khỏe.